# 시라이촌
시라이촌(白井村)은 일본 지바현 지바군에 있던 촌이다. 1955년에 사라시나촌과 합병해 이즈미정이 되었다. 현재의 지바시 와카바구에 해당한다.
1951년 2월 14일부터 15일까지 통과한 남해안 저기압으로 인해 간토평야 지역에서는 관측 사상 최고인 133cm의 폭설이 내린 것으로 알려져 있다,

## 역사
- 1889년 4월 1일 - 정촌제 시행에 의해 지바군 시라이촌이 성립하였다.
- 1955년 3월 31일 - 시라시나촌과 합병해 이즈미정이 신설되어, 동일 시라이촌은 폐지되었다.